# 1. deild Wysp Owczych (1987)
W roku 1987 odbyła się 45. edycja 1. deild (dziś, od 2012 roku zwanej Effodeildin), czyli pierwszej ligi piłki nożnej archipelagu Wysp Owczych. Klub GÍ Gøta bronił tytułu mistrzowskiego, który ostatecznie przeszedł jednak w ręce zespołu TB Tvøroyri.
Obecnie w pierwszej lidze Wysp Owczych rozgrywa mecze 10 drużyn, jednak nie zawsze tak było. Wraz ze wzrostem liczby drużyn powiększano liczbę miejsc w pierwszej lidze. W 1987 było ich jeszcze osiem. Ten stan rzeczy został wprowadzony w rozgrywkach z 1979, kiedy liczbę grających zespołów powiększono o jeden. Możliwość spadku do drugiej ligi pojawiła się w roku 1976. Tym razem jednak żadna z drużyn nie została zdegradowana, gdyż w rozgrywkach z 1988 rozszerzono ich liczbę o dwie.
Mistrzem archipelagu został zespół TB Tvøroyri. Stało się to po raz ostatni w jego historii sięgającej końca XIX wieku. W następnym sezonie drużyna ta została zdegradowana do niższej ligi i już nigdy nie odzyskała dawnej świetności. Duży spadek odnotowała wtedy drużyna B68 Toftir, znajdując się z trzeciego na szóstym miejscu. Nowy klub w lidze VB Vágur odpadłby z rozgrywek, gdyby nie rozszerzenie ich, jakie miało nastąpić w kolejnym sezonie.
Królem strzelców został zawodnik GÍ Gøta Símun Petur Justinussen, który zdobył 12 bramek.
Za zwycięstwo w tych rozgrywkach przyznawano jeszcze dwa punkty, a nie trzy, jak to ma obecnie miejsce.

## Uczestnicy
| Uczestnicy 1. deild 1986                                                                                      | Uczestnicy 1. deild 1986 | Uczestnicy 1. deild 1986 | Uczestnicy 1. deild 1986 |
| --- | ------------------------ | ------------------------ | ------------------------ |
| GÍ | GÍ Gøta                  | 1                        |                          |
| HB | HB Tórshavn              | 2                        |                          |
| B68 | B68 Toftir               | 3                        |                          |
| NSÍ | NSÍ Runavík              | 4                        |                          |
| TB | TB Tvøroyri              | 5                        |                          |
| KÍ | KÍ Klaksvík              | 6                        |                          |
| LÍF | LÍF Leirvík              | 7                        |                          |
| Awans z 2. deild 1986                                                                                         |                          |                          |                          |
| VB | VB Vágur                 | 1                        |                          |
| Oznaczenia: - kolumna pierwsza – skróty nazw drużyn, - kolumna trzecia – miejsce zajęte w poprzednim sezonie. |                          |                          |                          |

## Rozgrywki

### Tabela ligowa
| Lp. | Drużyna         | M  | Z | R | P | Bramki | Bramki | Różn. | Pkt | Uwagi |
| --- | --------------- | -- | - | - | - | ------ | ------ | ----- | --- | ----- |
| 1   | TB Tvøroyri (M) | 14 | 7 | 4 | 3 | 26     | 16     | +10   | 18  |       |
| 2   | HB Tórshavn     | 14 | 6 | 5 | 3 | 34     | 17     | +17   | 17  |       |
| 3   | GÍ Gøta         | 14 | 6 | 5 | 3 | 32     | 20     | +12   | 17  |       |
| 4   | NSÍ Runavík     | 14 | 6 | 4 | 4 | 22     | 20     | +2    | 16  |       |
| 5   | KÍ Klaksvík     | 14 | 2 | 8 | 4 | 19     | 26     | −7    | 12  |       |
| 6   | B68 Toftir      | 14 | 3 | 6 | 5 | 14     | 22     | −8    | 12  |       |
| 7   | LÍF Leirvík     | 14 | 3 | 4 | 7 | 21     | 30     | −9    | 10  |       |
| 8   | VB Vágur        | 14 | 1 | 8 | 5 | 10     | 27     | −17   | 10  |       |

### Wyniki spotkań
| Gospodarz \ Gość | B68 | GÍ  | HB  | KÍ  | LÍF | NSÍ | TB  | VB  |
| B68 Toftir       |     | 2:2 | 1:0 | 0:2 | 4:1 | 0:1 | 1:0 | 0:0 |
| GÍ Gøta          | 2:2 |     | 4:1 | 1:0 | 3:2 | 4:1 | 4:0 | 1:2 |
| HB Tórshavn      | 1:1 | 1:1 |     | 6:2 | 3:0 | 2:3 | 1:1 | 8:0 |
| KÍ Klaksvík      | 1:1 | 3:0 | 1:1 |     | 1:1 | 2:2 | 0:3 | 3:0 |
| LÍF Leirvík      | 2:0 | 2:2 | 1:4 | 2:2 |     | 1:3 | 2:3 | 2:0 |
| NSÍ Runavík      | 3:0 | 3:1 | 0:2 | 2:2 | 1:2 |     | 2:0 | 1:1 |
| TB Tvøroyri      | 5:0 | 2:1 | 2:2 | 0:0 | 4:3 | 3:0 |     | 0:0 |
| VB Vágur         | 2:2 | 2:2 | 0:2 | 3:3 | 0:0 | 0:0 | 0:3 |     |

Aktualne na 21 sierpnia 2012. Źródło: FaroeSoccer.com
Objaśnienia:
1Drużyna gospodarzy jest wymieniona po lewej stronie tabeli.
Kolory: zielony – zwycięstwo gospodarzy, żółty – remis, różowy – zwycięstwo gości.

## Sędziowie
Następujący arbitrzy sędziowali poszczególne mecze 1.deild 1986:
| L.p. | Sędzia              | Mecze |
| ---- | ------------------- | ----- |
| 1.   | Baldvin Baldvinsson | 7     |
| 2.   | Hans Henrik Bøttger | 1     |
| 3.   | Jóhan Carl Dam      | 1     |
| 4.   | Nemus N. Djurhuus   | 3     |
| 5.   | Kim Ejdesgaard      | 5     |
| 6.   | John Eysturoy       | 3     |
| 7.   | Magnus Fuglø        | 2     |
| 8.   | Jógvan Jensen       | 3     |
| 9.   | Jákup Fr. Joensen   | 4     |
| 10.  | Petur Erhard Kjærbo | 9     |
| 11.  | Niklas á Líðarenda  | 5     |
| 12.  | Herman Midjord      | 4     |
| 13.  | Øssur Mohr          | 4     |
| 14.  | Sólbjørn Mortensen  | 2     |
| 15.  | Sjúrður Norðbúð     | 3     |